# Hope Crisp
Hope Crisp (ur. 6 lutego 1884 w Londynie, zm. 25 marca 1950 w Roehampton) – brytyjski tenisista, zwycięzca Wimbledonu w grze mieszanej.

## Kariera tenisowa
W latach 1911–1913 bronił w rozgrywkach tenisowych barw University of Cambridge, reprezentował uczelnię także w piłce nożnej.
W 1913 roku w parze z Agnes Tuckey został zwycięzcą pierwszej oficjalnej edycji gry mieszanej na Wimbledonie. W finale doszło do niecodziennego zdarzenia – Ethel Thomson Larcombe została trafiona w oko piłką przez swojego partnera Jamesa Parke’a i nie była w stanie kontynuować gry. Incydent miał miejsce przy stanie 5:3 dla Crispa i Tuckey w drugim secie, przy pierwszym wygranym przez rywali 6:3.
W czasie I wojny światowej stracił nogę na froncie, z protezą kontynuował jednak po wojnie karierę.

### Finały w turniejach wielkoszlemowych

#### Gra mieszana (1–0)
| Końcowy wynik | Nr | Data | Turniej           | Nawierzchnia | Partnerka    | Przeciwnicy                        | Wynik finału   |
| ------------- | -- | ---- | ----------------- | ------------ | ------------ | ---------------------------------- | -------------- |
| Zwycięzca     | 1. | 1913 | Wimbledon, Londyn | Trawiasta    | Agnes Tuckey | Ethel Thomson Larcombe James Parke | 3:6, 5:3 krecz |